# 肖志恒
肖志恒（1953年1月—），男，湖南新化人，中华人民共和国政治人物。毕业于吉林大学研究生院国民经济计划和管理专业硕士研究生班，在职研究生学历及经济学硕士。

## 生平
1968年9月参加工作，1970年1月加入中国共产党。曾任共青团中央常委、青工部部长，清远市副市长，广东省经委副主任、党组副书记。2000年-2003年出任惠州市委副书记、市长、惠州市委书记、市人大常委会主任。2003年-2008年任中共广东省委常委、秘书长、办公厅主任。2008年9月26日广东省十一届人大常委会第五次会议上，被任命为广东省副省长。2012年5月不再担任中共广东省委常委。2013年，任广东省人大常委会副主任。2016年1月，卸任广东省人大常委会副主任。